# Enana de Fénix
La Enana de Fénix es una galaxia enana e irregular que fue descubierta en 1976 por Hans-Emil Schuster y Richard Martin West, fue confundida con un cúmulo globular. En la actualidad se halla a 1,44 millones de años luz de la Tierra. Se llama así porque se encuentra en la constelación de Fénix.

## Características
La parte interna de la Enana de Fénix está plagada de jóvenes estrellas que pululan de este a oeste y una parte externa compuesta principalmente de estrellas viejas que se mueven de norte a sur. La región central de la formación estelar parece haber sido relativamente constante a través del tiempo (Martínez-Delgado et al. 1999). En 1999, St-Germain et al. descubrió una región H I alrededor de 105 M☉ solamente en el oeste de Fénix. Su velocidad radial es de -23 km/s y puede estar físicamente asociada con Fénix si se comprueba que tiene una velocidad radial similar.